# Wicken Bonhunt
Wicken Bonhunt est un village et une paroisse civile de l'Essex, en Angleterre.